# A Fazenda (telenovela)
A Fazenda é uma telenovela portuguesa produzida pela Plural Entertainment, transmitida pela TVI e pela Prime Video desde 25 de novembro de 2024, substituindo Cacau e sendo substituída por Terra Forte. É escrita por Maria João Mira, com filmagens em Angola, Lisboa e Bucelas.
A novela é protagonizada por Dalila Carmo, Nuno Lopes, Diogo Infante, São José Correia, Margarida Corceiro, Kelly Bailey, Evandro Gomes, João Jesus, Rita Cruz e Inês Aguiar. Madalena Aragão e Rodrigo Tomás juntaram-se ao elenco principal na segunda temporada.

## Sinopse
| Temporada | Temporada | Episódios                      | Episódios                      | Originalmente exibido  | Originalmente exibido                                   |
| Temporada | Temporada | Episódios                      | Episódios                      | Estreia da temporada   | Final da temporada                                      |
| --------- | --------- | ------------------------------ | ------------------------------ | ---------------------- | ------------------------------------------------------- |
|           | 1         | 117 (TVI) / 118 (Prime Video)* | 117 (TVI) / 118 (Prime Video)* | 25 de novembro de 2024 | 10 de maio de 2025 TVI - 9 de maio de 2025 Prime Video* |
|           | 2         | ASA                            | ASA                            | 12 de maio de 2025     | ASA                                                     |

- Nota - Episódio do dia 25 de Dez. a TVI lançou como episódio duplo e a Prime Video como dois episódios separados.
- Nota - Por causa do apagão geral em Portugal no dia 28 de abril não houve episódio na TVI, mas houve na Prime video. Desde esse dia até ao final da Temporada 1 a TVI esteve atrasada um dia nos episódios.

### Primeira temporada (2024-2025)

Cartaz de divulgação da primeira temporada.

Eva, uma jovem sem perspetivas, descobre que herdou uma fazenda em Angola. Ao ouvir o nome do doador, a sua mãe Leonor revela um segredo do passado. Ela acompanhava o marido, numa viagem de negócios a Angola, quando conheceu Gaspar, um fotógrafo que só tinha sonhos para oferecer. Numa viagem a esse país, Leonor apaixona-se perdidamente por ele e os dois vivem um romance escaldante, mas breve, pois ela foi obrigada a escolher a segurança do casamento. A verdade é que Gaspar acaba por morrer e deixa toda a sua fortuna às três filhas da mulher que amou: Mafalda, Júlia e Eva.
Gaspar nunca casou, mas vivia com uma mulher que tinha um filho de uma relação anterior: Talu, o braço direito do empresário, que era tido como seu herdeiro natural. Talu ambicionava continuar a obra do seu mentor e contribuir para riqueza do seu país. Quando as três irmãs voam até solo angolano para reclamarem a herança, terão de bater de frente com Talu. 
No meio de tudo isto, nasce uma daquelas paixões que parecem resistir a tudo entre Talu e Eva, apesar desta namorar com Joel, que deixou para trás em Portugal. Para além disso, nessa altura, eles ainda não sabem que o testamento de Gaspar os colocará em campos opostos. Forçado a disputar a fazenda com Eva, Talu terá de escolher entre a convicção e a paixão ao mesmo tempo que viverá um triângulo amoroso. E tudo se complica quando se descobre que a morte de Gaspar está envolta em mistério.

### Segunda temporada (2025)

Cartaz de divulgação da segunda temporada.

Um dos pontos-chave que vai marcar o fim da primeira temporada e o arranque da segunda é o casamento entre Ary e Júlia marcado por um momento de ruptura: a fuga de Eva antes de trocar alianças.
Lukenia torna-se peça central neste ponto da trama. A vilã possui nas mãos um vídeo que comprova a ligação de Eva ao desaparecimento de Duarte. Com essa prova, Lukenia não só a chantageia como também faz ameaças a Gaspar. O fotógrafo, com o intuito de proteger a jovem e evitar mais escândalos, decide ceder à pressão: entrega a fazenda à antiga companheira e retira-se discretamente de Huíla. A criminosa aceita o acordo com um sorriso e vê o antigo amante afastar-se para sempre. Nesta nova etapa, conta com um inesperado cúmplice: Miguel. O empresário desfaz-se da habitação em Lisboa e muda-se para Angola, assumindo o papel de braço direito da aliada. Daniela, por sua vez, é promovida a secretária graças à tia.
Contudo, o fotógrafo não desaparece da história. Apesar de se afastar da fazenda, acaba por cair na miséria. Talu, que desconfia das verdadeiras intenções da mãe, estabelece contacto com o antigo mentor e compromete-se a ajudá-lo a reerguer-se. Para isso, decide adquirir uma lavra e oferecer-lhe um novo começo. É nesse cenário que surge Sury, uma jovem cuja ligação com o recém-chegado é imediata. Esta aproximação ganha relevância numa fase em que Eva continua cada vez mais distante da sua antiga paixão.
Entretanto, a jovem que fugiu do altar muda-se para Lisboa, onde conclui o percurso académico e se torna veterinária. Passa a viver com a mãe, Leonor, que enfrenta uma nova crise depressiva, e com Mafalda. A advogada abandona o escritório do pai e corta relações familiares, enquanto vê a sua relação com Eduardo ameaçada. Esta instabilidade é potenciada pela chegada de Sofia, mulher disposta a tudo para separar o casal. Já em Angola, Ary e Júlia desfrutam da vida a dois após o casamento, embora essa felicidade seja colocada em risco com a chegada de Alex, um antigo amor e cúmplice de negócios ilícitos da comissária de bordo, que se instala na fazenda e ameaça esta recente união.

## Elenco
| Ator/Atriz         | Personagem                   | Temporada       | Temporada       |
| Ator/Atriz         | Personagem                   | 1               | 2               |
| ------------------ | ---------------------------- | --------------- | --------------- |
| Margarida Corceiro | Eva Borges Lacerda           | Principal       | Principal       |
| Evandro Gomes      | Lutuima «Talu» Nascimento    | Principal       | Principal       |
| Dalila Carmo       | Leonor Borges Lacerda        | Principal       | Principal       |
| Nuno Lopes         | Gaspar Mendes de Sousa       | Principal       | Principal       |
| Diogo Infante      | Miguel Borges Lacerda        | Principal       | Principal       |
| São José Correia   | Alba Meireles                | Principal       | Principal       |
| Kelly Bailey       | Júlia Borges Lacerda         | Principal       | Principal       |
| João Jesus         | Joel Agapito                 | Principal       | Principal       |
| Inês Aguiar        | Mafalda Borges Lacerda       | Principal       | Principal       |
| Rita Cruz          | Lukénia Nascimento           | Principal       | Principal       |
| Madalena Aragão    | Zuri Miranda                 | Does not appear | Principal       |
| Rodrigo Tomás      | Alexandre «Alex»             | Does not appear | Principal       |
| Rita Loureiro      | Isabel «Becas» Sequeira Neto | Recorrente      | Recorrente      |
| Ângelo Torres      | Manuel Contreiras            | Recorrente      | Recorrente      |
| Pedro Hossi        | Vladimiro «Miro» Barbosa     | Recorrente      | Recorrente      |
| Isaac Alfaiate     | Ary da Silva                 | Recorrente      | Recorrente      |
| Diogo Amaral       | Eduardo Matias               | Recorrente      | Recorrente      |
| Maya Booth         | Vânia Matias                 | Recorrente      | Does not appear |
| Nuno Pardal        | Gustavo Sequeira Neto        | Recorrente      | Recorrente      |
| Helena Isabel      | Zulmira Agapito              | Recorrente      | Recorrente      |
| Madalena Brandão   | Letícia «Leti» Barbosa       | Recorrente      | Does not appear |
| Vítor Hugo         | Ivandro Braga                | Recorrente      | Recorrente      |
| Julie Sergeant     | Esmeralda das Dores          | Recorrente      | Recorrente      |
| Cláudia Semedo     | Weza Nascimento da Cunha     | Recorrente      | Recorrente      |
| Soraia Tavares     | Daniela da Cunha             | Recorrente      | Recorrente      |
| Hoji Fortuna       | Januário da Cunha            | Recorrente      | Recorrente      |
| Sharam Diniz       | Nadir Contreiras             | Recorrente      | Recorrente      |
| Cíntia Semedo      | Filomena «Mena» Kiala        | Recorrente      | Recorrente      |
| Cláudio de Castro  | Duarte Barbosa               | Recorrente      | Participação    |
| Camy Ribau         | Jéssica Matias               | Recorrente      | Recorrente      |
| Raquel Tillo       | Bianca Romano                | Recorrente      | Does not appear |
| Marta Melro        | Sofia                        | Does not appear | Recorrente      |
| Leonor Seixas      | Laura Miranda                | Does not appear | Recorrente      |
| Sónia Balacó       | Svetlana                     | Adicional       | Recorrente      |
| Carlos Félix       | —                            | Does not appear | Recorrente      |
| Bernardo Cascais   | —                            | Does not appear | Recorrente      |

### Elenco infantil
| Ator/Atriz     | Personagem           | Temporada  | Temporada  |
| Ator/Atriz     | Personagem           | 1          | 2          |
| -------------- | -------------------- | ---------- | ---------- |
| Isaac Cosmelli | Lucas da Cunha       | Recorrente | Recorrente |
| Laïs Da Veiga  | Liliana «Lili» Jamba | Recorrente | Recorrente |

### Elenco adicional
| Ator/Atriz          | Personagem                            |
| ------------------- | ------------------------------------- |
| Amélia Videira      | Deolinda                              |
| Carla Salgueiro     | Adriana                               |
| Catarina Amaral     | Enfermeira Sílvia                     |
| Celso Roberto       | —                                     |
| Eric Santos         | Barroso                               |
| Gonçalo Lino Cabral | Credor                                |
| Hugo Narciso        | Samuel dos Santos                     |
| Igor Marchesi       | Jeferson                              |
| Inês Oneto          | Paula                                 |
| Jéssica Magaia      | Patrícia Jamba                        |
| João Canguia        | —                                     |
| Jorge Kapinha       | Barman                                |
| Leonor Ries         | Inês                                  |
| Luísa Guanilho      | Eva (criança)                         |
| Mafalda Peres       | Marta                                 |
| Manuela Paulo       | Márcia                                |
| Martim Oliveira     | —                                     |
| Matísia Rocha       | Dra. Susana Godinho (Advogada de Eva) |
| Neila Pina          | —                                     |
| Nelson Cabral       | Dr. Gouveia                           |
| Nuno Teixeira       |                                       |
| Oliver Baptista     | —                                     |
| Pedro Barbeitos     | Polícia                               |
| Pedro Rovisco       | Médico                                |
| Peter Michael       | Dr. Barros                            |
| Ricardo Monteiro    | Dr. Cassoma (Advogado de Gaspar)      |
| Ricardo Pais Nunes  | Bruno                                 |
| Rita Brütt          | Enfermeira Carla                      |
| Sara Inês           | Enfermeira                            |
| Sérgio Coragem      | —                                     |
| Simão Fumega        | Carlos                                |
| Sónia Cláudia       | Maura                                 |
| Soraia Sousa        | Andreia                               |

## Produção
- Teve "Huíla" como título provisório.[5]
- Rita Pereira, Joana de Verona e David Carreira estariam inicialmente no elenco da novela. Verona acabou por recusar a sua personagem para entrar em Mania de Você e foi substituída por Madalena Brandão, enquanto Pereira teve de ser substituída por Raquel Tillo, após descobrir que estava grávida pela segunda vez. Carreira foi substituído por Isaac Alfaiate.[6][7]
- A telenovela marca a estreia de João Jesus na ficção da TVI.[8][9][10] Para além de Jesus, marca também a transferência de Pedro Hossi e Rita Loureiro para a TVI, após os três terem integrado recentemente Senhora do Mar, da SIC.
- Apesar da estreia estar sempre programada para novembro de 2024, a novela sofreu adiamentos na data de estreia. Prevista para estrear dia 11, e depois dia 18 ou 25, foi decidido que a novela estrearia a 25 de novembro.[11][12]
- As gravações começaram a 15 de agosto de 2024.[13]

## Audiências
Na estreia, a 25 de novembro de 2024, A Fazenda foi líder e marcou 9.3 de audiência média e 19.5% de share, com cerca de 893 mil espectadores, com um pico de 9.8/22.0%. O final da primeira temporada, a 10 de maio de 2025, registou 5.5 de audiência média e 11.4% de share, com cerca de 539.600 espectadores.

A estreia da segunda temporada, a 12 de maio de 2025, registou 5.8 de audiência média e 17.9% de share.